# Vrsno

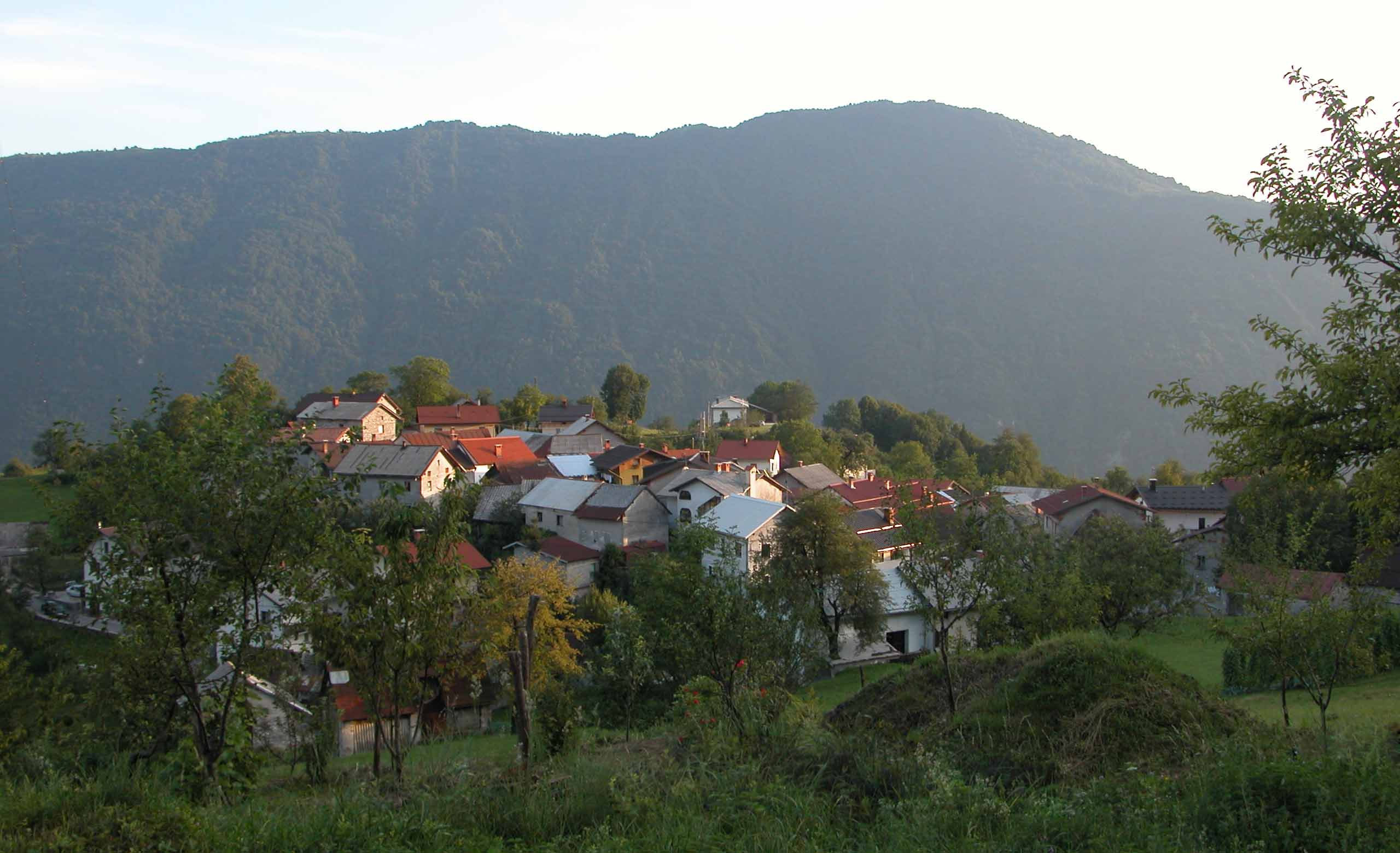
Vrsno

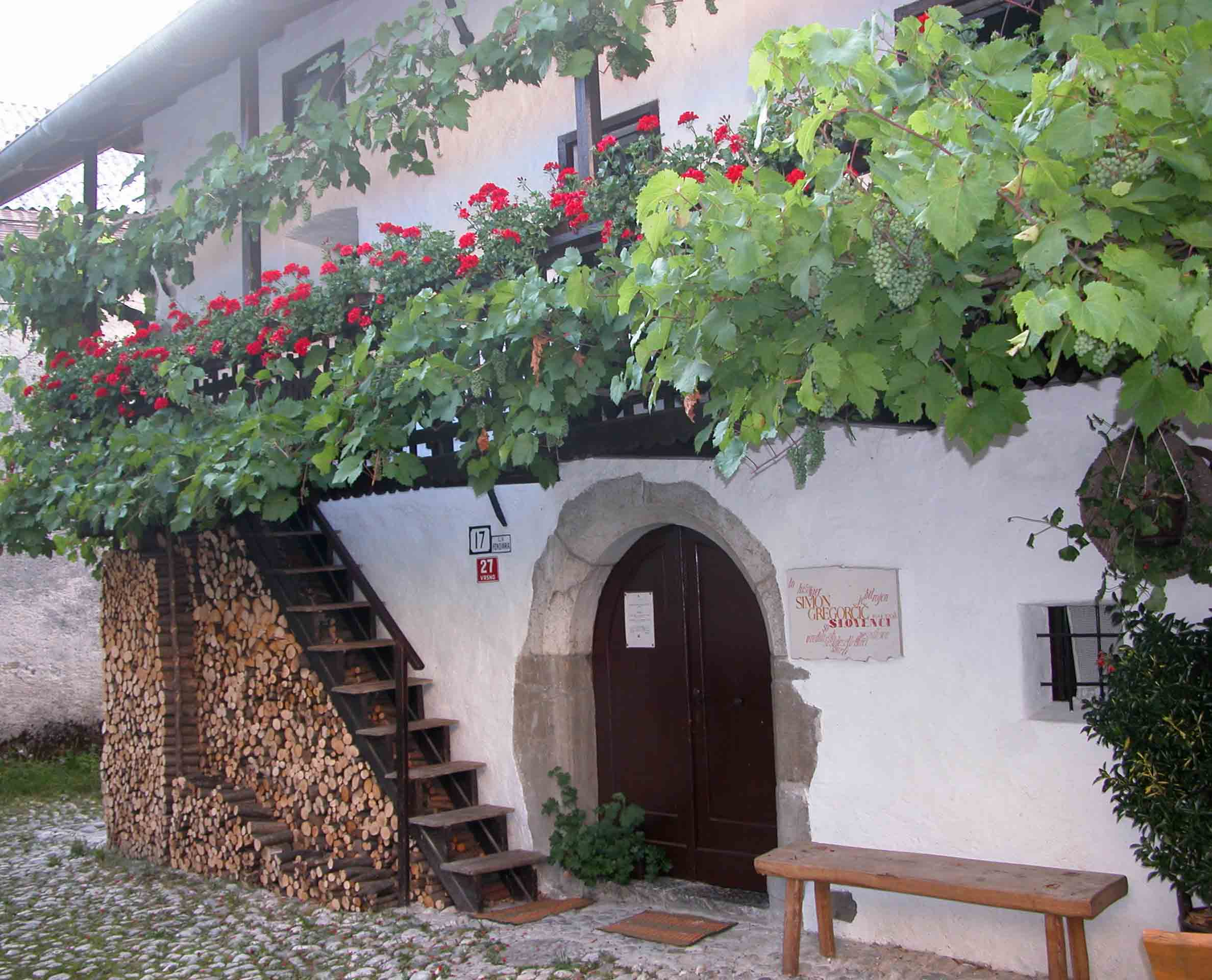
Huset där Simon Gregorčič föddes

Vrsno är en by nära Kobarid i Slovenien med 131 invånare (2019).
Här föddes 1844 poeten och prästen Simon Gregorčič. År 1966 öppnades ett etnografiskt museum till hans ära i huset där han föddes.